# Garten-Blattspanner

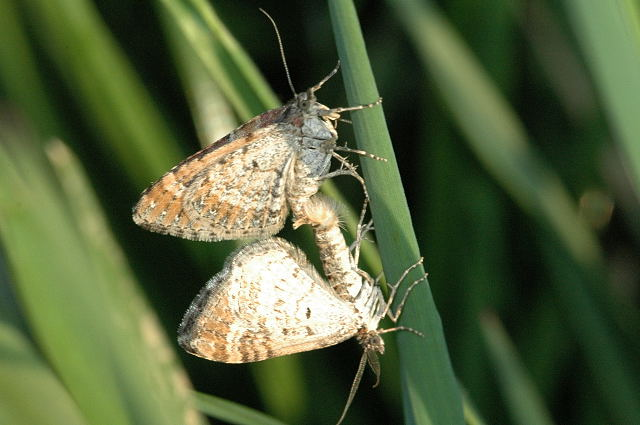
Kopula

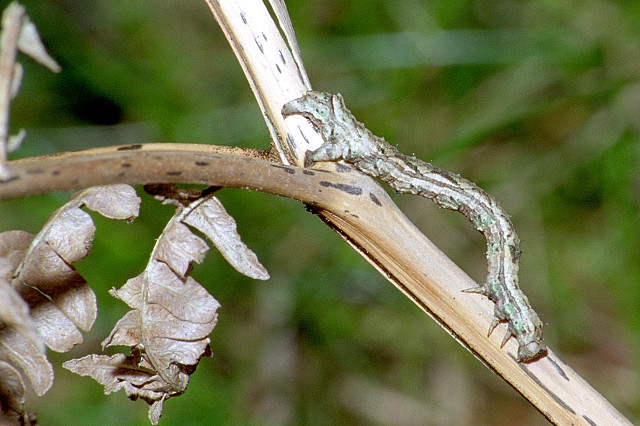
Raupe

Der Garten-Blattspanner (Xanthorhoe fluctuata) ist ein Schmetterling (Nachtfalter) aus der Familie der Spanner (Geometridae).

## Merkmale
Die Falter erreichen eine Flügelspannweite von 18 bis 25 Millimetern. Sie haben weiße bis dunkelgraue Flügel, auf denen ein nur leicht angedeutetes Wellenmuster erkennbar ist. Sie haben vorne, in der Mitte und hinten am Flügelvorderrand jeweils einen großen dunkelbraunen Fleck. Der mittlere ist dabei deutlich größer und reicht bis zur Flügelmitte hinein. Neben dem Fleck an der Flügelspitze ist nach innen hin, am Flügelaußenrand ein weiterer, aber deutlich schwächer ausgeprägter brauner Fleck erkennbar. Die Hinterflügel sind grau und haben mehrere dunklere Querbinden.

## Synonyme
- Phalaena fluctuata Linnaeus, 1758
- Xanthorhoe fibulata Hufnagel

## Vorkommen
Sie sind in ganz Europa verbreitet.

## Lebensweise

### Flug- und Raupenzeiten
Der Garten-Blattspanner bildet zwei Generationen im Jahr, die von Mitte April bis Ende Juni und von Anfang Juli bis Anfang Oktober fliegen. Die Raupen sind von August bis Oktober (erste Generation) und von Mai bis Juni (zweite Generation) anzutreffen.

### Nahrung der Raupen
Die Raupen ernähren sich von verschiedenen niedrigen Pflanzen, besonders aber von Goldlack (Erysimum cheiri), Kohl (Brassica oleracea) und anderen Kreuzblütlern (Brassicaceae).